# Rugby 7 na Letnich Igrzyskach Olimpijskich Młodzieży 2018
Turnieje rugby 7 na Letnich Igrzyskach Olimpijskich Młodzieży 2018 odbyły się w dniach 13–15 października 2018 roku w argentyńskim Buenos Aires. W turniejach dziewcząt i chłopców wzięło udział po sześć zespołów liczących łącznie 144 zawodników.
Był to drugi turniej w historii tych zawodów. Każdy zespół mógł liczyć maksymalnie dwunastu zawodników urodzonych pomiędzy 1 stycznia 2000 i 31 grudnia 2001 roku. Nad przebiegiem turniejów czuwało ośmioro arbitrów pod przewodnictwem Paddy’ego O’Briena. Turnieje rozegrano na boisku Club Atlético San Isidro. Zawody były transmitowane w Internecie przez World Rugby, zaś wejście na stadion było bezpłatne.
Duże zainteresowanie zawodami spowodowało, że organizatorzy już w pierwszym dniu otworzyli dla widzów dodatkowe sektory, po dwóch dniach niepokonani pozostali jedynie Argentyńczycy i Nowozelandki. Ostatecznie zespoły te zdobyły złote medale pokonując w finałach reprezentacje Francji, brąz zdobyli zaś Japończycy i Kanadyjki.

## Podsumowanie

### Klasyfikacja medalowa
| Klasyfikacja medalowa | Klasyfikacja medalowa | Klasyfikacja medalowa | Klasyfikacja medalowa | Klasyfikacja medalowa | Klasyfikacja medalowa |
| Miejsce               | Reprezentacja         | Złoto                 | Srebro                | Brąz                  | Razem                 |
| --------------------- | --------------------- | --------------------- | --------------------- | --------------------- | --------------------- |
| 1                     | Argentyna             | 1                     | 0                     | 0                     | 1                     |
| =                     | Nowa Zelandia         | 1                     | 0                     | 0                     | 1                     |
| 3                     | Francja               | 0                     | 2                     | 0                     | 2                     |
| 4                     | Japonia               | 0                     | 0                     | 1                     | 1                     |
| =                     | Kanada                | 0                     | 0                     | 1                     | 1                     |
| Razem                 | Razem                 | 2                     | 2                     | 2                     | 6                     |

### Medaliści
| Konkurencja | 1. miejsce         | 2. miejsce   | 3. miejsce   |
| ----------- | ------------------ | ------------ | ------------ |
| Chłopcy     | Argentyna U-18     | Francja U-18 | Japonia U-18 |
| Dziewczęta  | Nowa Zelandia U-18 | Francja U-18 | Kanada U-18  |

## Kwalifikacje
Co do zasady każdy z regionów podlegający World Rugby otrzymał do obsadzenia jedno miejsce dla każdej płci, z zastrzeżeniem, że kwalifikacje chłopców w Ameryce Południowej nie odbędą się z uwagi na fakt, iż Argentyńczycy zgłosili swoją drużynę jako gospodarz. Dodatkowo żaden z krajów nie może być reprezentowany w więcej niż jednym sporcie drużynowym, tak więc jeśli zdobędzie kwalifikację w więcej niż jednym z takich sportów, musi zdecydować się na któryś z nich i zrezygnować z pozostałych. Jeśli powstanie w takim przypadku wakat w turnieju rugby 7, jego miejsce zajmie drużyna z tego samego regionu.
Prócz Argentyny do turnieju chłopców zakwalifikowały się: Francja, Japonia, Południowa Afryka, Kanada (zastąpiona przez Stany Zjednoczone) i Australia (zastąpiona przez Samoa). Wśród dziewcząt awans uzyskały natomiast Nowa Zelandia
Francja, Kanada, Kolumbia, Japonia (zastąpiona ostatecznie przez Kazachstan) oraz Tunezja.
Obsada została potwierdzona przez światowy związek na początku września 2018 roku.
| Region               | Chłopcy | Chłopcy           | Dziewczęta | Dziewczęta    |
| Region               | Miejsca | Kraj              | Miejsca    | Kraj          |
| -------------------- | ------- | ----------------- | ---------- | ------------- |
| Gospodarz            | 1       | Argentyna         | –          | –             |
| Asia Rugby           | 1       | Japonia           | 1          | Kazachstan    |
| Rugby Africa         | 1       | Południowa Afryka | 1          | Tunezja       |
| Sudamérica Rugby     | –       | –                 | 1          | Kolumbia      |
| Rugby Americas North | 1       | Stany Zjednoczone | 1          | Kanada        |
| Rugby Europe         | 1       | Francja           | 1          | Francja       |
| Oceania Rugby        | 1       | Samoa             | 1          | Nowa Zelandia |

## System rozgrywek
System rozgrywek dla obu płci był identyczny. Sześć uczestniczących reprezentacji w pierwszej fazie rozegrało spotkania systemem kołowym w ramach jednej grupy, następnie czołowa dwójka zmierzyła się w finale, dwie kolejne walczyły o brąz, pozostałe dwie zaś o miejsce piąte.
W fazie grupowej spotkania toczone były bez ewentualnej dogrywki, za zwycięstwo, remis i porażkę przysługiwały odpowiednio trzy, dwa i jeden punkt, brak punktów natomiast za nieprzystąpienie do meczu. Przy ustalaniu rankingu po fazie grupowej w przypadku tej samej liczby punktów lokaty zespołów były ustalane kolejno na podstawie:
- wyniku meczu pomiędzy zainteresowanymi drużynami;
- lepszego bilansu punktów zdobytych i straconych;
- lepszego bilansu przyłożeń zdobytych i straconych;
- większej liczby zdobytych punktów;
- większej liczby zdobytych przyłożeń;
- rzutu monetą.

W przypadku remisu w fazie pucharowej organizowana była dogrywka składająca się z dwóch pięciominutowych części, z uwzględnieniem reguły nagłej śmierci.

## Turniej chłopców

### Faza grupowa
| 13 października 201813:15 | Południowa Afryka | 12:14 | Japonia | Club Atlético San Isidro, San Isidro |
| 13 października 201813:15 |                   | 12:14 |         | Club Atlético San Isidro, San Isidro |

| 13 października 201813:40 | Stany Zjednoczone | 0:38 | Francja | Club Atlético San Isidro, San Isidro |
| 13 października 201813:40 |                   | 0:38 |         | Club Atlético San Isidro, San Isidro |

| 13 października 201814:05 | Argentyna | 50:7 | Samoa | Club Atlético San Isidro, San Isidro |
| 13 października 201814:05 |           | 50:7 |       | Club Atlético San Isidro, San Isidro |

| 13 października 201816:20 | Południowa Afryka | 12:17 | Francja | Club Atlético San Isidro, San Isidro |
| 13 października 201816:20 |                   | 12:17 |         | Club Atlético San Isidro, San Isidro |

| 13 października 201816:45 | Stany Zjednoczone | 24:24 | Samoa | Club Atlético San Isidro, San Isidro |
| 13 października 201816:45 |                   | 24:24 |       | Club Atlético San Isidro, San Isidro |

| 13 października 201817:10 | Argentyna | 45:0 | Japonia | Club Atlético San Isidro, San Isidro |
| 13 października 201817:10 |           | 45:0 |         | Club Atlético San Isidro, San Isidro |

| 14 października 201813:15 | Południowa Afryka | 19:12 | Stany Zjednoczone | Club Atlético San Isidro, San Isidro |
| 14 października 201813:15 |                   | 19:12 |                   | Club Atlético San Isidro, San Isidro |

| 14 października 201813:40 | Argentyna | 29:12 | Francja | Club Atlético San Isidro, San Isidro |
| 14 października 201813:40 |           | 29:12 |         | Club Atlético San Isidro, San Isidro |

| 14 października 201814:05 | Japonia | 29:0 | Samoa | Club Atlético San Isidro, San Isidro |
| 14 października 201814:05 |         | 29:0 |       | Club Atlético San Isidro, San Isidro |

| 14 października 201816:20 | Południowa Afryka | 5:34 | Argentyna | Club Atlético San Isidro, San Isidro |
| 14 października 201816:20 |                   | 5:34 |           | Club Atlético San Isidro, San Isidro |

| 14 października 201816:45 | Stany Zjednoczone | 17:17 | Japonia | Club Atlético San Isidro, San Isidro |
| 14 października 201816:45 |                   | 17:17 |         | Club Atlético San Isidro, San Isidro |

| 14 października 201817:10 | Francja | 15:10 | Samoa | Club Atlético San Isidro, San Isidro |
| 14 października 201817:10 |         | 15:10 |       | Club Atlético San Isidro, San Isidro |

| 15 października 201811:05 | Południowa Afryka | 31:7 | Samoa | Club Atlético San Isidro, San Isidro |
| 15 października 201811:05 |                   | 31:7 |       | Club Atlético San Isidro, San Isidro |

| 15 października 201811:30 | Stany Zjednoczone | 14:22 | Argentyna | Club Atlético San Isidro, San Isidro |
| 15 października 201811:30 |                   | 14:22 |           | Club Atlético San Isidro, San Isidro |

| 15 października 201811:55 | Francja | 29:14 | Japonia | Club Atlético San Isidro, San Isidro |
| 15 października 201811:55 |         | 29:14 |         | Club Atlético San Isidro, San Isidro |

### Faza pucharowa
| 15 października 201814:20 | Stany Zjednoczone | 24:14 | Samoa | Club Atlético San Isidro, San Isidro |
| 15 października 201814:20 |                   | 24:14 |       | Club Atlético San Isidro, San Isidro |

| 15 października 201815:10 | Japonia | 28:5 | Południowa Afryka | Club Atlético San Isidro, San Isidro |
| 15 października 201815:10 |         | 28:5 |                   | Club Atlético San Isidro, San Isidro |

| 15 października 201816:00 | Argentyna | 24:14 | Francja | Club Atlético San Isidro, San Isidro |
| 15 października 201816:00 |           | 24:14 |         | Club Atlético San Isidro, San Isidro |

### Klasyfikacja końcowa
| Miejsce | Reprezentacja     | Składy |
| ------- | ----------------- | ------ |
| 1       | Argentyna         |        |
| 2       | Francja           |        |
| 3       | Japonia           |        |
| 4       | Południowa Afryka |        |
| 5       | Stany Zjednoczone |        |
| 6       | Samoa             |        |

## Turniej dziewcząt

### Faza grupowa
| 13 października 201812:00 | Nowa Zelandia | 53:0 | Tunezja | Club Atlético San Isidro, San Isidro |
| 13 października 201812:00 |               | 53:0 |         | Club Atlético San Isidro, San Isidro |

| 13 października 201812:25 | Francja | 47:0 | Kolumbia | Club Atlético San Isidro, San Isidro |
| 13 października 201812:25 |         | 47:0 |          | Club Atlético San Isidro, San Isidro |

| 13 października 201812:50 | Kanada | 24:15 | Kazachstan | Club Atlético San Isidro, San Isidro |
| 13 października 201812:50 |        | 24:15 |            | Club Atlético San Isidro, San Isidro |

| 13 października 201815:05 | Nowa Zelandia | 38:5 | Kolumbia | Club Atlético San Isidro, San Isidro |
| 13 października 201815:05 |               | 38:5 |          | Club Atlético San Isidro, San Isidro |

| 13 października 201815:30 | Francja | 45:0 | Kazachstan | Club Atlético San Isidro, San Isidro |
| 13 października 201815:30 |         | 45:0 |            | Club Atlético San Isidro, San Isidro |

| 13 października 201815:55 | Kanada | 50:7 | Tunezja | Club Atlético San Isidro, San Isidro |
| 13 października 201815:55 |        | 50:7 |         | Club Atlético San Isidro, San Isidro |

| 14 października 201812:00 | Nowa Zelandia | 26:12 | Francja | Club Atlético San Isidro, San Isidro |
| 14 października 201812:00 |               | 26:12 |         | Club Atlético San Isidro, San Isidro |

| 14 października 201812:25 | Kanada | 27:10 | Kolumbia | Club Atlético San Isidro, San Isidro |
| 14 października 201812:25 |        | 27:10 |          | Club Atlético San Isidro, San Isidro |

| 14 października 201812:50 | Tunezja | 5:24 | Kazachstan | Club Atlético San Isidro, San Isidro |
| 14 października 201812:50 |         | 5:24 |            | Club Atlético San Isidro, San Isidro |

| 14 października 201815:05 | Nowa Zelandia | 20:5 | Kanada | Club Atlético San Isidro, San Isidro |
| 14 października 201815:05 |               | 20:5 |        | Club Atlético San Isidro, San Isidro |

| 14 października 201815:30 | Francja | 41:0 | Tunezja | Club Atlético San Isidro, San Isidro |
| 14 października 201815:30 |         | 41:0 |         | Club Atlético San Isidro, San Isidro |

| 14 października 201815:55 | Kolumbia | 36:0 | Kazachstan | Club Atlético San Isidro, San Isidro |
| 14 października 201815:55 |          | 36:0 |            | Club Atlético San Isidro, San Isidro |

| 15 października 201809:50 | Nowa Zelandia | 32:5 | Kazachstan | Club Atlético San Isidro, San Isidro |
| 15 października 201809:50 |               | 32:5 |            | Club Atlético San Isidro, San Isidro |

| 15 października 201810:15 | Francja | 33:19 | Kanada | Club Atlético San Isidro, San Isidro |
| 15 października 201810:15 |         | 33:19 |        | Club Atlético San Isidro, San Isidro |

| 15 października 201810:40 | Kolumbia | 15:7 | Tunezja | Club Atlético San Isidro, San Isidro |
| 15 października 201810:40 |          | 15:7 |         | Club Atlético San Isidro, San Isidro |

### Faza pucharowa
| 15 października 201813:55 | Kazachstan | 12:0 | Tunezja | Club Atlético San Isidro, San Isidro |
| 15 października 201813:55 |            | 12:0 |         | Club Atlético San Isidro, San Isidro |

| 15 października 201814:45 | Kanada | 24:19 | Kolumbia | Club Atlético San Isidro, San Isidro |
| 15 października 201814:45 |        | 24:19 |          | Club Atlético San Isidro, San Isidro |

| 15 października 201815:35 | Nowa Zelandia | 15:12 | Francja | Club Atlético San Isidro, San Isidro |
| 15 października 201815:35 |               | 15:12 |         | Club Atlético San Isidro, San Isidro |

### Klasyfikacja końcowa
| Miejsce | Reprezentacja | Składy |
| ------- | ------------- | ------ |
| 1       | Nowa Zelandia |        |
| 2       | Francja       |        |
| 3       | Kanada        |        |
| 4       | Kolumbia      |        |
| 5       | Kazachstan    |        |
| 6       | Tunezja       |        |